# Pilargidae
Pilargidae é uma família de poliquetas errantes, pertencente à subordem Nereidiformia. São animais marinhos, que se enterram no substrato em diversas profundidades, de hábitos escavadores ou predadores. O corpo é vermiforme, cilíndrico. São conhecidas 111 espécies de pilargídeos.  .

## Caracterização
A família Pilargidae é encontrada em ambientes marinhos, enterrada em areia ou areia de áreas entremarés ou até em profundidades abissais . Seus hábitos alimentares foram descritos como carnívoros ou onívoros, embora estas características sejam especuladas empiricamente, baseadas em aspectos morfológicos . Presume-se que a faringe muscular eversível seja utilizada na captura de presas, para ingestão de detritos e microalgas. Mas há pouca informação em relação à biologia e ecologia dos organismos destes animais . Normalmente não formam densas populações, sendo encontrados em quantidade moderada de organismos . Possuem organismos dioicos e as suas larvas são raramente encontradas no plâncton .
Os seguintes caracteres foram considerados autapomórficos de Pilargidae: probóscide eversível e desarmada, papilosa, com dentículos em fileiras ou grupos; brânquias, se presentes, com projeções ventro-laterais nos segmentos medianos ou médio-posteriores; espinhos ou ganchos geralmente notopodiais, raramente ausentes ou neuropodiais ; palpos biarticulados .

## Morfologia

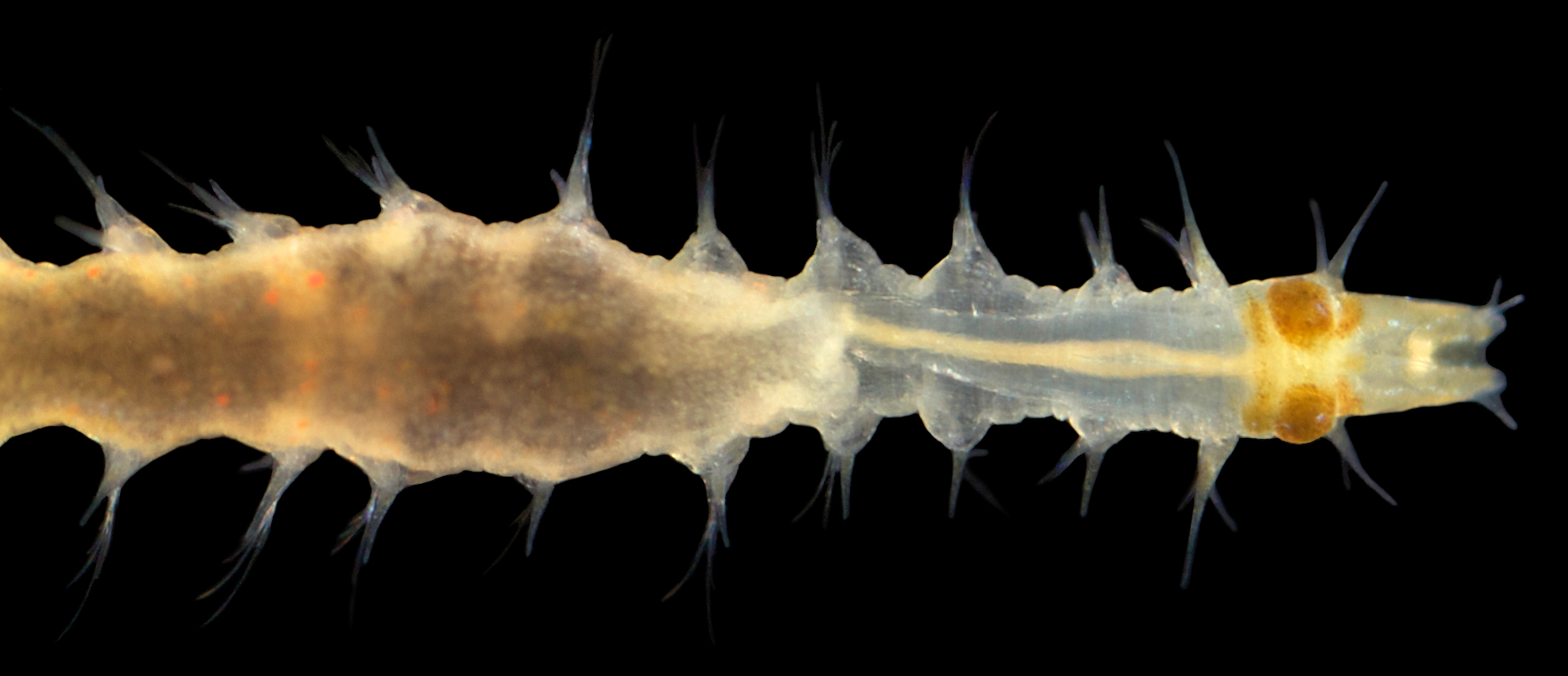
Glyphohesione klatti da família Pilargidae. Diferenciação de prostômio e peristômio visível, assim como os parapódios.

Corpo vermiforme, cilíndrico, pode ser achatado dorsoventralmente ou serpentiforme. Tegumento pode ser liso ou com papilas. Estão normalmente fundidos o prostômio, segmento tentacular e o primeiro segmento setígero. Prostômio normalmente é diminuto, inconspícuo, e pode apresentar até três antenas. Antena mediana, quando está presente, na parte posterior do prostômio, com um par de palpos biarticulados, caracterizados por grandes palpóforos e pequenos palpóstilos (que podem ser filiformes, com a forma semelhante a um botão, ou ausentes), olhos usualmente ausentes, mas podem haver pequenos olhos pigmentados . Segmento tentacular ápode, com dois pares de cirros tentaculares. O cirro dorsal do primeiro segmento setígero é mais longo que os cirros seguintes. Parápodes em que os notopódios são reduzidos e os neuropódios mais desenvolvidos. Tais notopódios são reduzidos a notoacículas fixadas nos cirros dorsais, que podem ou não apresentar cílios adicionais. Neuropódios são cilíndrico-cônicos com neuroacículas fixadas e cirros dorsais e ventrais estão normalmente presentes. O pigídio usualmente possui um par de cirros anais. Apresentam também probóscide desarmada .

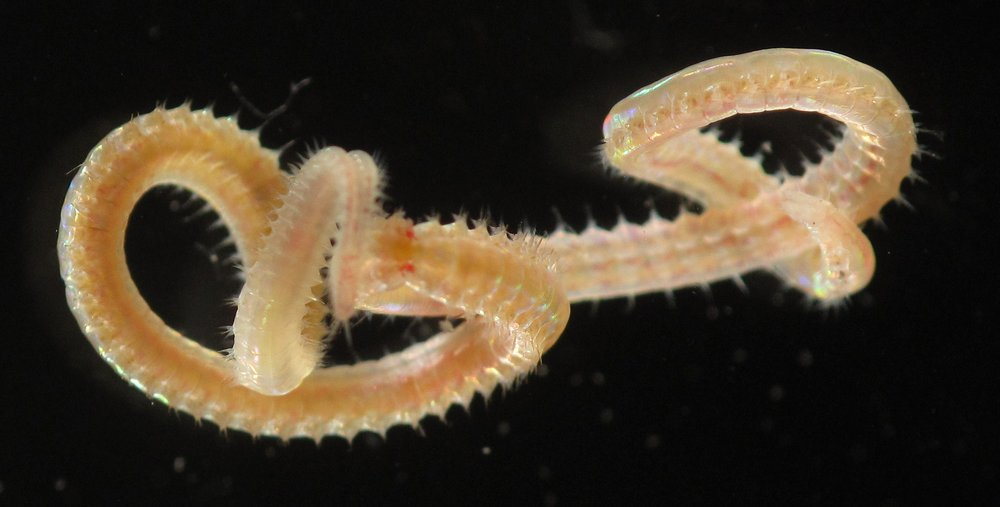
Anelídeo do gênero Synelmis, família Pilargidae. Segmentação e cerdas aparentes.

O cérebro presente nesta família é comparativamente maior às demais famílias de Polychaeta, e pode ser dividido em três seções: anterior, mediana e posterior. A área anterior é longa e bifurcada, localizada no protostômio, possui centros relacionados ao estomodeu e aos palpos, e conectivos circum-esofágicos. A seção mediana possui os centros ópticos e para antenas e a seção posterior possui de 2 a 5 lobos posteriores .

## Diversidade
Em Pilargidae, foram descritos 11 gêneros e cerca de 111 espécies. Devido à grande variedade morfológica encontrada nesta família, diversos dos gêneros e espécies foram descritos repetidamente e foram feitas várias revisões do grupo. Com tantas revisões é considerado que o número total de espécies válidas seja discutível.